# Tycherus nigrifemoratus
Tycherus nigrifemoratus är en stekelart som beskrevs av Ranin 1983. Tycherus nigrifemoratus ingår i släktet Tycherus och familjen brokparasitsteklar. Inga underarter finns listade i Catalogue of Life.